# Takis Fotopoulos
Takis Fotopoulos (em grego: Τάκης Φωτόπουλος; Quio, 14 de outubro de 1940) é um filósofo político e economista grego, fundador do movimento pela Democracia Inclusiva. Notabilizou-se pela síntese da democracia clássica com o socialismo libertário e as correntes radicais nos novos movimentos sociais. Foi acadêmico e escreveu vários livros e mais de 800 artigos publicados em várias línguas. É editor do The International Journal of Inclusive Democracy (que sucedeu Democracy & Nature) e autor de Towards An Inclusive Democracy, que lançou os fundamentos do projeto de Democracia Inclusiva. Fotopoulos vive em Londres.

## Biografia
Nasceu em Quio e sua família mudou-se para Atenas logo depois. Após graduar-se em Economia & Ciência Política, bem como em Direito pela Universidade de Atenas, mudou-se para Londres em 1966 para fazer pós-graduação na London School of Economics, com uma bolsa de estudos da Universidade de Atenas. Foi um estudante sindicalista e ativista em Atenas e em seguida um ativista político em Londres, tomando parte ativamente do movimento estudantil de 1968 em Londres, bem como nas organizações da Esquerda revolucionária grega durante a luta contra a junta militar na Grécia (1967-74).

## Vida acadêmica
Foi Conferencista Senior em Economia na Polytechnic of North London por mais de vinte anos até que começou a editar o periódico Society & Nature, mais tarde Democracy & Nature e subsequentemente o eletrônico International Journal of Inclusive Democracy. Também é colunista do Eleftherotypia, um dos jornais de maior circulação na Grécia.

## Democracia Inclusiva
Takis Fotopoulos desenvolveu o projeto político da Democracia Inclusiva em 1997 (uma exposição pode ser encontrada em Towards An Inclusive Democracy). O primeiro número de Society & Nature declarou que:
"nossa ambição é iniciar um diálogo urgentemente necessário sobre a questão crucial do desenvolvimento de um novo projeto social libertário, em um momento da História em que a Esquerda abandonou este tradicional papel."
e especificou que o novo projeto deveria ser visto como o resultado de uma síntese das tradições democráticas, socialistas libertárias e radicais Verdes. Desde então, seguiu-se um diálogo nas páginas do periódico, em que tomaram parte socialistas libertários como Cornelius Castoriadis, ecologistas sociais como Murray Bookchin, e ativistas Verdes e acadêmicos como Steven Best.
O ponto de partida para o trabalho de Fotopoulos é que o mundo enfrenta uma crise multi-dimensional (econômica, ecológica, social, cultural e política) que é causada pela concentração de poder pelas elites, como resultado da economia de mercado, democracia representativa e formas relacionadas de estrutura hierárquica. Uma Democracia Inclusiva, que envolve a distribuição igualitária de poder em todos os níveis é vista não como uma utopia (no sentido negativo da palavra) ou uma "visão", mas talvez como a única saída da atual crise, com tendências da sua criação manisfestando-se hoje em várias partes do mundo. Fotopoulos é a favor do abolicionismo de mercado, embora ele próprio não se identifique como um abolicionista de mercado como tal porque considera a abolição do mercado como um aspecto da Democracia Inclusiva que refere-se somente a seu componente de Democracia Econômica. Ele propõe um modelo de democracia econômica para uma economia sem estado, sem mercado e sem moeda mas considera que o componente da democracia econômica é igualmente significante para os outros componentes da ID, i.e. Democracia Política ou direta, Democracia Ecológica e Democracia no Campo Social. Ele também denuncia a corrupção dos movimentos nacionalistas de direita.

## Obras

### Obras principais
- Towards An Inclusive Democracy, (London/New York: Cassell Continuum, 1997), 401 pp. ISBN 0304336270 and ISBN 0304336289.
- Περιεκτική Δημοκρατία (Athens: Kastaniotis, 1999), 656 pp. ISBN 9600324166/
- Per Una Democrazia Globale (Milano: Eleuthera, 1999), 254 pp. ISBN 8885060374
- Hacia Una Democracia Inclusiva , Un nuevo proyecto liberador (Montevideo: Nordam, 2002), 325 pp. ISBN 9974420989.
- Vers Une Démocratie Générale  (Paris: Seuil, 2002), 250 pp. ISBN 2020528460.
- Umfassende Demokratie, Die Antwort auf die Krise der Wachstums-und Marktwirtschaft (Grafenau: Trotzdem Verlag, 2003), 445 pp. ISBN 3931786234
- The Multidimensional Crisis and Inclusive Democracy (Entire English E-book publication [2005] of the book with the same title published in Athens, 2005 by Gordios, 334 pp. ISBN 9607083695. Published in Chinese, 2008. ISBN 9787560735337
- Περιεκτική Δημοκρατία - 10 Χρόνια Μετά (Athens: Eleftheros Typos, 2008), 591 pp.
- The pink revolution in Iran and the “Left” Um Número Especial em formato E-Book do International Journal of Inclusive Democracy (Vol. 5, No. 3, Summer 2009), PDF Version.

### Livros publicados na Grécia
- Dependent Development: The Case of Greece(Athens: Exantas, 1985 & 1987).
- The Gulf War: The First Battle in the North-South Conflict(Athens: Exantas, 1991).
- The Neo-Liberal Consensus''(Athens: Gordios, 1993).
- The New World Order and Greece (Athens: Kastaniotis, 1997).
- Inclusive Democracy(Athens: Kastaniotis, 1999).
- Drugs: Beyond the Demonology of Penalisation and the'Progressive' Mythology of Liberalisation (Athens: Eleftheros Typos, 1999).
- The New Order in the Balkans and the First War of the Internationalised Market Economy (Athens: Staxy, 1999).
- Religion, Autonomy and Democracy (Athens: Eleftheros Typos, 2000).
- Globalisation, the Left and Inclusive Democracy (Athens: Ellinika Grammata, 2002).
- From the Athenian Democracy to Inclusive Democracy (Athens: Eleftheros Typos, 2002).
- The War against 'Terrorism': the Elites Generalised Attack (Athens: Gordios, 2003).
- Chomsky's capitalism, Albert's post-capitalism and Inclusive Democracy (Athens: Gordios, 2004).
- The Multidimensional Crisis and Inclusive Democracy (Athens: Gordios, 2005).
- Inclusive Democracy - 10 Years Afterwards (Athens: Eleftheros Typos, 2008).
- Global Crisis, Greece, and the anti-systemic movement (Athens: Koukida, 2009), 318 pages, ISBN 9789609410007

### Contribuições a outros livros
- Studies on the contemporary Greek Economy, ed. by S.Papaspiliopoulos (Papazisis, 1978). (contribuição de Takis Fotopoulos: "Dependent development and industrialisation").
- Education, Culture and Modernization, ed. by Peter Alheit et al. (Roskide University, 1995). (contribuição de Takis Fotopoulos: "The crisis of the growth economy, the withering away of the nation-state and the community-based society").
- Complessità sistemica e svillupo eco-sostenibile, ed. by I.Spano & D.Padovan (Sapere 2001). (contribuição de Takis Fotopoulos: "La crisi dell 'economia di crescita. Societa ecologica e democrazia).
- Defending Public Schools, ed. by David A. Gabbard & E. Wayne Ross (Praeger, 2004). (contribuição de Takis Fotopoulos: "The State,the Market and (Mis-)education".
- Globalisation, Technology and Paideia in the New Cosmopolis(Atrapos, 2004). (contribuição de Takis Fotopoulos: "Contrasting views on globalisation and the myth about the end of globalisation").
- Critical Perspectives on Globalisation, org. por Robert Hunter Wade, Marina Della Giusta and Uma Kambhampati (Chelthenham, UK & Northhampton, MA USA: Edward Elgar publishing, 2006). (contribuição de Takis Fotopoulos: "The global 'war' of the transnational elite").
- Globalised Capitalism, The Eclipse of the Left and Inclusive Democracy, ed. by Steven Best (Athens: Koukkida, 2008). E como um Número Especial do "The International Journal of Inclusive Democracy", Winter 2009, in English: Online/PDF (com duas contribuições de Takis Fotopoulos).

## Vídeos
- Palestra de Takis Fotopoulos sobre a Crise Multidimensional e Democracia Inclusiva, Oxford University, November 2008. Google-video em 3 partes. Parte 1 (talk), parte 2 (talk/discussão), parte 3 (discussão).
- Entrevista de Takis Fotopoulos a Oliver Ressler sobre Democracia Inclusiva Oliver Ressler. Esta é uma entrevista com Takis Fotopoulos obtida por Oliver Ressler para sua série em vídeo "Alternative Economics, Alternative Societies" em 19 de Julho de 2003, sobre o projeto de Democracia Inclusiva. Legendas em Inglês e Grego estão disponíveis. Neste vídeo, Fotopoulos discute os componentes da Democracia Inclusiva: Político, Econômico, democracia a nível Social e democracia Ecológica. Ele também oferece uma análise detalhada do modelo econômico proposto pela DI  para uma economia sem mercado e sem moeda. Finalmente, ele refere-se á estratégia de transição para a transformação para uma sociedade autônoma, para uma Democracia Inclusiva.
- Uma palestra dada por Takis Fotopoulos na University of Vermont (USA) em 1996, seguida por uma discussão na qual Murray Bookchin, Dan Chodorkoff e outros tomam parte. Google Video em 3 partes: Parte 1, Parte 2, Parte 3.

## Leituras adicionais
- Ver também o artigo "Inclusive Democracy" na Routledge Encyclopedia of International Political Economy, (org. por Barry Jones), Vol. 2 (2001), pp. 732–740.
- "The Inclusive Democracy project – six years on", (ensaios sobre o projeto de DI por Michael Levin, Arran Gare, David Freeman, Serge Latouche, Jean-Claude Richard, Takis Nikolopoulos, Rafael Sposito, Guido Galafassi, Takis Fotopoulos and others), Democracy & Nature, Vol. 9, No. 3 (November 2003).
- "Debate on the Inclusive Democracy project (Parts I & II)", The International Journal of Democracia Inclusiva, Vol. 1, No. 2 (January 2005) and Vol. 1, No. 3 (May 2005).
- Takis Fotopoulos, "Inclusive Democracy" em Alternative Economies, Alternative Societies org. por Oliver Ressler & Aneta Szylak, 240 páginas (20 páginas em cores), línguas: English and Polish, ISBN 9788392466505 (Gdansk: Wyspa Institute of Art, Poland, 2007). [Published in German/Hungarian by Promedia Verlag, Wien 2008. ISBN 9783853712917.